# Анкона (провинция)
Анкона (на италиански: Provincia di Ancona) е провинция в Италия, в региона Марке. Площта ѝ е 1.940 км², а населението — около 470 000 души (2007). Провинцията включва 47 общини, а административен център е град Анкона.

## Административно деление
- Анкона
- Агуляно
- Арчевия
- Барбара
- Белведере Остренсе
- Дженга
- Йези
- Камерано
- Камерата Пичена
- Кастелбелино
- Кастелеоне ди Суаза
- Кастелпланио
- Кастелфидардо
- Киаравале
- Кориналдо
- Купрамонтана
- Лорето
- Майолати Спонтини
- Мерго
- Монсано
- Монте Роберто
- Монте Сан Вито
- Монтекарото
- Монтемарчано
- Моро д'Алба
- Нумана
- Озимо
- Остра
- Остра Ветере
- Офаня
- Поджо Сан Марчело
- Полвериджи
- Розора
- Сан Марчело
- Сан Паоло ди Йези
- Санта Мария Нуова
- Сасоферато
- Сенигалия
- Сера де' Конти
- Сера Сан Куирико
- Сироло
- Стафоло
- Трекастели
- Фабриано
- Фалконара Маритима
- Филотрано
- Черето д'Ези